# 马安关水库
马安关水库是中国湖北省十堰市郧西县境内的一座水库，位于天河支流渗峪河上，建于1980年。水库正常库容为930万立方米，集雨面积为105.4平方千米，海拔为357.5米。